# Lungotevere dei Tebaldi
Il lungotevere dei Tebaldi è il tratto di lungotevere che collega piazza San Vincenzo Pallotti al ponte Giuseppe Mazzini, a Roma, nel rione Regola.
Il lungotevere prende nome dalla famiglia romana dei Tebaldi, estintasi nel 1745; è stato istituito con delibera del 20 luglio 1887.